# Liquido
Liquido (транскр.  Ликвидо) је група која свира алтернативну рок музику, коју су 1996. године у Немачкој направила четири пријатеља: Волфганг Мајер (бубњеви), Волфганг Шредл (вокал, гитара, клавир), Штефан Шулте-Холтхаус (бас) и Тим Ајерман (вокал, гитара).
Њихов једини примећен хит, песма "Narcotic", прво је издат као демо 1996. године, а касније је продат у преко 700.000 премерака када га је Virgin Records реиздао 1998. године. Од тада, група Liquido није успела да понови тај успех. Та чињеница је довела до разиласка са кућом Virgin Records након два неуспешна албума. Године 2005. је издат албум за нову продукцијску кућу, Nuclear Blast, који је доживео сличну судбину.
Упркос томе, Liquido је унеколико задобио култни статус у својој домовини. На пример, песму "Narcotic" је локална немачка радио-станица изабрала за „другу по реду најбољу песму свих времена“ (најбоља песма је била "Stairway to Heaven" Лед зепелина). 

## Дискографија
- (2005)

- (2005)

- (2002)

- (2002)

- (2002)

- (2000)

- (2000)

1. Video/Multimedia Track

- (2000)

- (2000)

- (1999)

- (1999)

- (1999)

- (1998)

- (1996)